# Муклевич, Ромуальд Адамович
Ромуа́льд Ада́мович Мукле́вич (пол. Romuald Muklewicz, 7 декабря (25 ноября по старому стилю) 1890, местечко Супрасль Гродненской губернии — 9 февраля 1938) — советский военный и военно-морской деятель, организатор оборонной промышленности.

## Биография
Родился в местечке Супрасль Гродненской губернии в семье польского рабочего-текстильщика. В 1906 году вступил в РСДРП, большевик. С 1900 года работал суконщиком-валяльщиком на текстильной фабрике в Белостоке. В 1907 — 1909 годах секретарь Белостокского, а в 1911 году Лодзинского комитетов РСДРП.
В 1912 году призван на Русский императорский флот. Служил на Черноморском флоте. Вёл активную революционную работу среди матросов. После окончания школы мотористов в Кронштадте (1915 год) находился при ней унтер-офицером.
Участник Февральской и Октябрьской революций, штурма Зимнего дворца, командовал отрядом Красной Гвардии. Член Петроградского Совета и Военной организации при ЦК РСДРП с августа 1917 года.
Во время Гражданской войны был военным комиссаром Западной границы, Минским губернским военным комиссаром, военным комиссаром штаба 16-й армии, комиссаром штаба Западного фронта. С апреля 1921 года — член Реввоенсовета Западного фронта. В 1922 — 1925 годах комиссар и помощник начальника Военной академии РККА. С 1925 — помощник начальника ВВС РККА, заместитель председателя Совета гражданской авиации. С августа 1926 года — начальник Военно-Морских Сил РККА, член РВС СССР. Участвовал в разработке планов развития ВМФ, издании первого Боевого устава ВМС РККА и Корабельного устава. С 1931 года — инспектор ВМС РККА. С 1934 года — начальник Главного управления судостроительной промышленности, с конца 1936 года — заместитель наркома оборонной промышленности. Член ВЦИК и ЦИК СССР ряда созывов[уточнить].

## Арест и смерть
28 мая 1937 года арестован. По свидетельству А. Н. Туполева, содержавшегося в 1937 году с Муклевичем в одной камере внутренней тюрьмы НКВД СССР, последний рассказал ему, что в результате применения мер физического воздействия оговорил себя и ряд других ни в чём не виновных лиц. 8 февраля 1938 года приговорен к смертной казни. Расстрелян на следующий день на Коммунарке. 26 мая 1956 года реабилитирован.

## Семья
Супруга — Анна Яковлевна Хохолькова, заведующая отделом Госплана; репрессирована и расстреляна.

## Награды
- Орден Красного Знамени (20 февраля 1928[4])

## Память
- Гидрографическое судно «Ромуальд Муклевич» проекта 865 в составе Северного флота ВМФ России с 1991 года.